# Tema dels Cibirreotes
El tema dels Cibirreotes (en grec: θέμα Κιβυρραιωτῶν; thema Kibyrrhaiōtōn), era un tema de l'Imperi Romà d'Orient que comprenia la costa meridional de l'Àsia Menor entre principis del segle viii i finals del segle xii. Com a primer i més important tema naval de l'Imperi Romà d'Orient (θέμα ναυτικόν, thema naftikon), va servir principalment per proveir de vaixells i tropes la flota romana d'Orient.

## Història
Els cibirreotes (en grec: Κιβυρραιῶται; Kibyrrhaiōtai, 'homes de Cibirra') agafen el nom de la ciutat de Cibirra (no és clar si fa referència a Cibirra la gran, a Cària, o Cibirra la menor, a Pamfília). El comandament apareix per primer cop en el marc de l'expedició contra Cartago del 698, quan un «drungari dels cibirreotes» és l'encarregat de comandar els homes de Còricos: Apsimar, que com a cap de la flota es va revoltar i es va convertir en l'emperador Tiberi III (r. 698–705). En aquell moment, els cibierreotes estaven subordinats al gran cos naval dels Karabisianoi.
Després que els carabisians fossin desmobilitzats (entre el 719 i el 727), els cibirreotes van ser constituïts com un tema regular, comandat per un estrateg, aparegut a les fonts cap al 731/732. Fins al segle ix, moment en què els temes del Mar Egeu i de Samos van passar de ser drungaris a ser temes, el Tema dels Cibirreotes era l'únic tema dedicat només a la força naval de tot l'imperi.
El tema comprenia la costa meridional de l'Àsia Menor (actualment Turquia, des del sud de Milet (que pertanyia al Tema de Tràcia) fins als confins de la frontera amb els àrabs a Cilícia, incloses les antigues províncies romanes de Cària, Lícia, Pamfília i parts d'Isàuria, així com el modern Dodecanès.. La seva posició geogràfica el va convertir en un tema de la línia del front, ja que havia de fer front als atacs realitzats per les flotes musulmanes provinents del Llevant i d'Egipte i, conseqüentment, els cibirreotes van ser un dels actors protagonistes en l'aspecte naval de guerres arabo-romanes. La terra, coneguda per la seva fertilitat, va patir les conseqüències de les ràtzies freqüents i devastadores practicades pels àrabs, provocant una despoblació del territori, amb l'excepció de les ciutats fortificades i les bases navals.
La seu de l'estrateg era, probablement, Atalea (l'actual Antalya, a Turquia). Rebia un salari anual de deu lliures d'or, i la seva posició general dins de la jerarquia imperial era relativament baixa, tot i que supervisava altres comandants navals: vint-i-cinquè al Taktikon Uspenski del 842/843, baixant fins al cinquanta-cinquè al Taktikon de l'Escorial del 971-975. Com les seves contrapartides en altres regions, el tema dels Cibirreotes estava dividit en drungoi i turmai, a més de mantenir un conjunt de posicions administratives temàtiques. Entre els subordinats més rellevants de l'strategos destaquen l'ek prosopou imperial a Syllaion, els drungarioi d'Attaleia i Cos, així com el katepano que comandava el tema dels Mardaïtes. Aquests eren descendents de milers de persones traslladades des del Líban i assentades a la regió per part de l'emperador Justinià II (r. 685–695 and 705–711) durant la dècada del 680 per proveir la flota de tripulacions i mariners. A principis del segle ix, la flota del tema dels Cibirreotes estava compresa per 70 vaixells; i en l'expedició de Creta del 911, els Cibirreotes van enviar 31 vaixells de guerra: 15 dromons i 16 pamphyloi, amb 6.000 remers i 760 mariners.
Al voltant del segle xi, a mesura que l'amenaça naval musulmana s'anava reduint, les flotes provincials romanes d'Orient van començar a precipitar el seu declivi: l'últim esment a la flota dels Cibirreotes es troba en l'expulsió de la ràtzia russa del 1043, passant el tema a convertir-se en una província purament civil, liderada per un krites, primer, i per un doux, després. La major part del seu territori va ser perdut davant dels turcs seljúcides després del 1071, tot i que va ser recuperat parcialment per Aleix I Comnè (r. 1081–1118). El tema va ser abolit definitivament per Manuel I Comnè (r. 1143–1180), i la resta del territori de Cària en mans romanes d'Orient va passar a formar part del tema de Milasa i Melanudíon.